# Finland op de Olympische Winterspelen 2018
Finland was een van de deelnemende landen aan de Olympische Winterspelen 2018 in Pyeongchang, Zuid-Korea.

## Medailleoverzicht
| Sport       | Olympiër          | Onderdeel             | Medaille |
| ----------- | ----------------- | --------------------- | -------- |
| Langlaufen  | Iivo Niskanen     | 50 km klassiek (m)    | Goud     |
| Langlaufen  | Krista Pärmäkoski | 30 km klassiek (v)    | Zilver   |
| Langlaufen  | Krista Pärmäkoski | 10 km vrije stijl (v) | Brons    |
| Langlaufen  | Krista Pärmäkoski | 15 km skiatlon (v)    | Brons    |
| Snowboarden | Enni Rukajärvi    | slopestyle (v)        | Brons    |
| IJshockey   | Landenteam        | vrouwen               | Brons    |

## Deelnemers en resultaten
(m) = mannen, (v) = vrouwen 

### Alpineskiën
| Olympiër      | Onderdeel        | Resultaat | Prestatie                                                           |
| ------------- | ---------------- | --------- | ------------------------------------------------------------------- |
| Andreas Romar | combinatie (m)   | 24e       | afdaling: 1.21,94 (35e) slalom: 49,58 (22e) totaal: 2.11,52 (+5,00) |
| Andreas Romar | afdaling (m)     | 31e       | 1.43,78 (+3,53)                                                     |
| Andreas Romar | super g (m)      | 31e       | 1.27,70 (+3,26)                                                     |
| Samu Torsti   | reuzenslalom (m) | 17e       | 1e run: 1.10,93 (22e) 2e run: 1.10,44 (11e) totaal: 2.21,37 (+3,33) |

### Biatlon
| Olympiër                                                      | Onderdeel          | Resultaat | Prestatie                                                                                           |
| ------------------------------------------------------------- | ------------------ | --------- | --------------------------------------------------------------------------------------------------- |
| Tuomas Grönman                                                | individueel (m)    | 48e       | 52.44,1 (+4.40,3) pen.: 3 (0 + 2 + 0 + 1)                                                           |
| Tuomas Grönman                                                | sprint (m)         | 45e       | 25.24,3 (+1.45,5) pen.: 1 (0 + 1)                                                                   |
| Tuomas Grönman                                                | achtervolging (m)  | 55e       | 38.58,9 (+6.07,2) pen.: 6 (0 + 1 + 2 + 3)                                                           |
| Olli Hiidensalo                                               | individueel (m)    | 73e       | 54.57,6 (+6.53,8) pen.: 5 (0 + 1 + 3 + 1)                                                           |
| Olli Hiidensalo                                               | sprint (m)         | 19e       | 24.26,3 (+47,5) pen.: 0 (0 + 0)                                                                     |
| Olli Hiidensalo                                               | achtervolging (m)  | 35e       | 37.03,9 (+4.12,2) pen.: 7 (1 + 2 + 1 + 3)                                                           |
| Tero Seppälä                                                  | individueel (m)    | 76e       | 55.10,8 (+7.07,0) pen.: 6 (0 + 2 + 2 + 2)                                                           |
| Tero Seppälä                                                  | sprint (m)         | 20e       | 24.27,3 (+48,5) pen.: 1 (1 + 0)                                                                     |
| Tero Seppälä                                                  | achtervolging      | 25e       | 36.09,9 (+3.18,2) pen.: 5 (1 + 1 + 3 + 0)                                                           |
| Tero Seppälä                                                  | massastart         | 21e       | 37.25,0 (+1.37,7) pen.: 3 (1 + 2 + 0 + 0)                                                           |
|                                                               |                    |           | |
| Mari Laukkanen                                                | individueel (v)    | 42e       | 46.03,7 (+4.56,5) pen.: 4 (2 + 1 + 0 + 1)                                                           |
| Mari Laukkanen                                                | sprint (v)         | 64e       | 24.00,6 (+2.54,4) pen.: 5 (3 + 2)                                                                   |
| Venla Lehtonen                                                | sprint (v)         | 79e       | 25.13,7 (+4.07,5) pen.: 3 (3 + 0)                                                                   |
| Kaisa Mäkäräinen                                              | individueel (v)    | 13e       | 43.57,9 (+2.50,7) pen.: 3 (1 + 1 + 1 + 0)                                                           |
| Kaisa Mäkäräinen                                              | sprint (v)         | 25e       | 22.36,4 (+1.30,2) pen.: 3 (2 + 1)                                                                   |
| Kaisa Mäkäräinen                                              | achtervolging (v)  | 22e       | 33.22,2 (+2.46,9) pen.: 6 (0 + 3 + 3 + 0)                                                           |
| Kaisa Mäkäräinen                                              | massastart (v)     | 10e       | 36.23,9 / 0+1 0+1                                                                                   |
| Suvi Minkkinen                                                | individueel (v)    | 69e       | 48.27,7 (+7.20,5) pen.: 4 (2 + 1 + 0 + 1)                                                           |
| Laura Toivanen                                                | individueel (v)    | 49e       | 46.42,6 (+5.35,4) pen.: 3 (1 + 1 + 0 + 1)                                                           |
| Laura Toivanen                                                | sprint (v)         | 77e       | 24.55,4 (+3.49,2) pen.: 1 (0 + 1)                                                                   |
| Laura Toivanen Kaisa Mäkäräinen Mari Laukkanen Venla Lehtonen | estafette (v)      | 15e       | 17.36,8 / 0+1 0+0 17.45,4 / 0+0 0+2 20.09,2 / 0+2 2+3 19.05,8 / 0+3 0+2 totaal: 1:14.37,2 / 0+6 2+7 |
|                                                               |                    |           | |
| Laura Toivanen Kaisa Mäkäräinen Tero Seppälä Olli Hiidensalo  | gemengde estafette | 6e        | 16.46,6 / 0+0 0+1 16.01,2 / 0+0 0+0 18.30,6 / 0+1 0+1 18.19,8 / 0+0 0+0 totaal: 1:09.38,2 / 0+1 0+2 |

### Curling
| Olympiër                   | Onderdeel     | Resultaat | Prestatie |
| -------------------------- | ------------- | --------- | --- |
| Oona Kauste Tomi Rantamäki | gemengddubbel | 8e        | groepsfase 4 - 9 Zuid-Korea 6 - 7 Zwitserland 5 - 7 Olympische atleten uit Rusland 2 - 8 Canada 6 - 7 Noorwegen 5 - 10 China 7 - 5 Verenigde Staten |

### Freestyleskiën
| Olympiër       | Onderdeel      | Resultaat    | Prestatie                                                                                         |
| -------------- | -------------- | ------------ | ------------------------------------------------------------------------------------------------- |
| Jussi Penttala | moguls (m)     | kwalificatie | kwalificatie 1: 30.15 punten (28e) kwalificatie 2: 67.96 punten (19e)                             |
| Jimi Salonen   | moguls (m)     | 16e          | kwalificatie 1: 43.18 punten (27e) kwalificatie 2: 75.25 punten (8e) finale 1: 72.76 punten (16e) |
| Joona Kangas   | slopestyle (m) | 26e          | kwalificatie: 47.80 - 48.80 pnt                                                                   |

### Kunstrijden
| Olympiër      | Onderdeel | Resultaat | Prestatie                                    |
| ------------- | --------- | --------- | -------------------------------------------- |
| Emmi Peltonen | vrouwen   | 20e       | 157.14 (korte kür: 55.28, vrije kür: 101.86) |

### Langlaufen
| Olympiër                                                                   | Onderdeel             | Resultaat | Prestatie                                                                          |
| -------------------------------------------------------------------------- | --------------------- | --------- | ---------------------------------------------------------------------------------- |
| Ristomatti Hakola                                                          | sprint (m)            | 6e        | kwalificatie: 3.08,54 (1e) KF-3: 2e (+0,96) HF-2: 1e (3.09,93) finale: 6e (+20,72) |
| Ristomatti Hakola                                                          | 50 km klassiek (m)    | 43e       | 2:22.5,1 (+14.28,0)                                                                |
| Matti Heikkinen                                                            | 15 km vrije stijl (m) | 10e       | 34.45,4 (+1.01,5)                                                                  |
| Matti Heikkinen                                                            | 30 km skiatlon (m)    | 21e       | 1:17.55,9 (+1.35,9)                                                                |
| Matti Heikkinen                                                            | 50 km klassiek (m)    | 25e       | 2:17.34,8 (+9.12,7)                                                                |
| Perttu Hyvärinen                                                           | 15 km vrije stijl (m) | 35e       | 36.17,2 (+2.33,3)                                                                  |
| Perttu Hyvärinen                                                           | 30 km skiatlon (m)    | 41e       | 1:20.28,5 (+4.08,5)                                                                |
| Perttu Hyvärinen                                                           | 50 km klassiek (m)    | 29e       | 2;18.38,5 (+10.16,4)                                                               |
| Martti Jylhä                                                               | sprint (m)            | 10e       | kwalificatie: 3.16,79 (+8,25) (24e) KF-5: 1e (3.17,46) HF-2: 5e (+5,00)            |
| Lari Lehtonen                                                              | 15 km vrije stijl (m) | 31e       | 36.01,8 (+2.17,9)                                                                  |
| Lari Lehtonen                                                              | 30 km skiatlon (m)    | 33e       | 1:19.26,6 (+3.06,6)                                                                |
| Iivo Niskanen                                                              | sprint (m)            | 14e       | kwalificatie: 3.16,37 (+7,83) (21e) KF-3: 3e (+3,75)                               |
| Iivo Niskanen                                                              | 30 km skiatlon (m)    | 19e       | 1:17.34,2 (+1.14,2)                                                                |
| Iivo Niskanen                                                              | 50 km klassiek (m)    | Goud      | 2:08.22,1                                                                          |
| Anssi Pentsinen                                                            | 15 km vrije stijl (m) | 51e       | 36.54,9 (+3.11,0)                                                                  |
| Lauri Vuorinen                                                             | sprint (m)            | 29e       | kwalificatie: 3.16,69 (+8,15) (23e) KF-5: 6e (+15,67)                              |
| Ristomatti Hakola Martti Jylhä                                             | teamsprint (m)        | 9e        | halve finale-1: 16.01,41 (+2,57); 4e finale: 16.32,30 (+36,04)                     |
| Perttu Hyvärinen Iivo Niskanen Matti Heikkinen Lari Lehtonen               | estafette (m)         | 4e        | 25.42,9 24.29,8 21.56,5 22.36,2 totaal: 1:34.45,4 (+1.40,5)                        |
|                                                                            |                       |           |                                                                                    |
| Johanna Matintalo                                                          | sprint (v)            | 19e       | kwalificatie: 3.19,04 (+10,30) (19e) KF-4: 4e (+2,63)                              |
| Johanna Matintalo                                                          | 15 km skiatlon (v)    | 24e       | 43.02,4 (+2.17,5)                                                                  |
| Johanna Matintalo                                                          | 30 km klassiek (v)    | 18e       | 1:28.58,2 (+6.40,6)                                                                |
| Laura Mononen                                                              | 10 km vrije stijl (v) | 23e       | 27.15,6 (+2.15,1)                                                                  |
| Laura Mononen                                                              | 15 km skiatlon (v)    | 19e       | 42.53,0 (+2.08,1)                                                                  |
| Kerttu Niskanen                                                            | sprint (v)            | 23e       | kwalificatie: 3.20,48 (+11,74) (24e) KF-3: 5e (+8,76)                              |
| Kerttu Niskanen                                                            | 15 km skiatlon (v)    | 16e       | 42.15,2 (+1.30,3)                                                                  |
| Kerttu Niskanen                                                            | 30 km klassiek (v)    | 6e        | 1:25.19,2 (+3.01,6)                                                                |
| Krista Pärmäkoski                                                          | sprint (v)            | 9e        | kwalificatie: 3.12,30 (+3,56) (3e) KF-1: 2e (+1,07) HF-1: 5e (+1,52)               |
| Krista Pärmäkoski                                                          | 10 km vrije stijl (v) | Brons     | 25.32,4 (+31,9)                                                                    |
| Krista Pärmäkoski                                                          | 15 km skiatlon (v)    | Brons     | 40.55,0 (+10,1)                                                                    |
| Krista Pärmäkoski                                                          | 30 km klassiek (v)    | Zilver    | 1:24.07,1 (+1.49,5)                                                                |
| Riitta-Liisa Roponen                                                       | 10 km vrije stijl (v) | 20e       | 27.04,8 (+2.04,3)                                                                  |
| Aino-Kaisa Saarinen                                                        | sprint (v)            | 25e       | kwalificatie: 3.24,02 (+15,28) (30e) KF-1: 5e (+8,28)                              |
| Aino-Kaisa Saarinen                                                        | 30 km klassiek (v)    | 20e       | 1:30.32,2 (+8.14,6)                                                                |
| Mari Laukkanen Krista Pärmäkoski                                           | teamsprint (v)        | 5e        | halve finale-2: 16.31,54 (+8,98) finale: 16.19,18 (+22,71)                         |
| Aino-Kaisa Saarinen Kerttu Niskanen Riitta-Liisa Roponen Krista Pärmäkoski | estafette (v)         | 4e        | 13.44,4 13.40,7 12.45,2 12.16,6 totaal: 52.26,9 (1.02,6)                           |

### Noordse combinatie
| Olympiër                                              | Onderdeel                | Resultaat | Prestatie |
| ----------------------------------------------------- | ------------------------ | --------- | --- |
| Ilkka Herola                                          | gundersen normale schans | 8e        | schansspringen: 99.7 pnt (97,0 m); 17e (+2,04) langlaufen: 23.52,9 (2e) totaal: 25.56,9 (+1.05,5)                                                       |
| Ilkka Herola                                          | gundersen grote schans   | 18e       | schansspringen: 103.6 pnt (119,5 m); 28e (+2,21) langlaufen: 23.25,2 (5e) totaal: 25.46,2 (+1.53,7)                                                     |
| Eero Hirvonen                                         | gundersen normale schans | 6e        | schansspringen: 118.0 pnt (102,0 m); 6e (+0,50) langlaufen: 24.53,0 (19e) totaal: 25.43,0 (+51,6)                                                       |
| Eero Hirvonen                                         | gundersen grote schans   | 6e        | schansspringen: 127.9 pnt (132,5 m); 7e (+0,44) langlaufen: 23.30,6 (9e) totaal: 24.14,6 (+22,1)                                                        |
| Arttu Mäkiaho                                         | gundersen normale schans | 36e       | schansspringen: 85.2 pnt (91,0 m); 34e (+3.02) langlaufen: 25.25,3 (31e) totaal: 27.29,8 (+3.35,9)                                                      |
| Arttu Mäkiaho                                         | gundersen grote schans   | 38e       | schansspringen: 81.7 pnt (108,0 m); 42e (+3,49) langlaufen: 24.12,3 (24e) totaal: 28.01,3 (+4.08,8)                                                     |
| Hannu Manninen                                        | gundersen normale schans | 23e       | schansspringen: 85.2 pnt (90,0 m); 34e; (+3.02) langlaufen: 24.27,8 (8e) totaal: 27.29,8 (+2.38,4)                                                      |
| Leevi Mutru                                           | gundersen grote schans   | 31        | schansspringen: 81.9 pnt (111,0 m); 41e (+3,48) langlaufen: 23.30,3 (8e) totaal: 27.18,3 (+3.25,8)                                                      |
| Leevi Mutru Ilkka Herola Eero Hirvonen Hannu Manninen | landenteam               | 7e        | 61.3 pnt (108,0 m) - 11.41,0 116.6 (133,0 m) - 11.26,5 121.0 pnt (133,5 m) - 11.26,7 82.4 pnt (116,0 m) - 12.08,3 381.3 (+1,58); 7e - 48.40,5 (+2.30,7) |

### Schaatsen
| Olympiër      | Onderdeel  | Resultaat | Prestatie       |
| ------------- | ---------- | --------- | --------------- |
| Pekka Koskela | 500 m (m)  | 19e       | 35,192 (+0,78)  |
| Pekka Koskela | 1000 m (m) | 36e       | 1.11,76 (+3,81) |
| Mika Poutala  | 500 m (m)  | 4e        | 34,68 (+0,27)   |
| Mika Poutala  | 1000 m (m) | 16e       | 1.09,58 (+1,63) |
|               |            |           |                 |
| Elina Risku   | 500 m (v)  | 28e       | 39,36 (+2,42)   |

### Schansspringen
| Olympiër                                                | Onderdeel          | Resultaat | Prestatie |
| ------------------------------------------------------- | ------------------ | --------- | --- |
| Antti Aalto                                             | normale schans (m) | 50e       | kwalificatie: 93.6 pnt (87,5 m); 42e finale: 60.8 pnt (80,0 m) |
| Antti Aalto                                             | grote schans (m)   | 37e       | kwalificatie: 109.3 (133,0 m); 20e finale: 105.7 (121,5 m) |
| Janne Ahonen                                            | normale schans (m) | 40e       | kwalificatie: 95.8 pnt (89,0 m); 37e finale: 85.1 pnt (90,5 m) |
| Janne Ahonen                                            | grote schans (m)   | 28e       | kwalificatie: 90.8 (119,0 m); 36e finale: 110.6 (124,5 m); 30 - 100.0 (115,5 m); 28e 'totaal: 210.6                                                                                                  |
| Andreas Alamommo                                        | normale schans (m) | 38e       | kwalificatie: 98.3 pnt (90,0 m); 35e finale: 91.3 pnt (94,0 m) |
| Andreas Alamommo                                        | grote schans (m)   | 34e       | kwalificatie: 97.7 (129,5 m); 29e finale: 107.6 (120,0 m) |
| Jarkko Määttä                                           | grote schans (m)   | 38e       | kwalificatie: 79.0 (116,5 m); 43e finale: 105.7 (122,0 m) |
| Eetu Nousiainen                                         | normale schans (m) | 49e       | kwalificatie: 85.5 pnt (87,0 m); 50e finale: 68.0 pnt (83,0 m) |
| Janne Ahonen Andreas Alamommo Jarkko Määttä Antti Aalto | landenteam         | 8e        | 214.3 (109.7 (122,5 m) - 104.6 (120,5 m) 192.1 (97.3 (117,0 m) - 94.8 (115,5 m) 187.1 (97.6 (118,0 m) - 89.5 (113,5 m) 196.1 (92.9 (115,0 m) - 104.0 (118,5 m) totaal: 790.4 (397.5; 8e - 392.9; 8e) |
|                                                         |                    |           | |
| Julia Kykkänen                                          | normale schans     | 23e       | 152.6 pnt (77.2 (85,0 m); 22e - 75.4 (84,0 m); 26e |

### Snowboarden
| Olympiër         | Onderdeel          | Resultaat    | Prestatie                                                                                          |
| ---------------- | ------------------ | ------------ | -------------------------------------------------------------------------------------------------- |
| Kalle Järvilehto | big air (m)        | kwalificatie | kwalificatie, serie 2: 83.25 - 44.75 (12e)                                                         |
| Kalle Järvilehto | slopestyle (m)     | kwalificatie | kwalificatie, serie 1: 15.56 - 31.10 (15e)                                                         |
| Janne Korpi      | halfpipe (m)       | 28e          | kwalificatie: 4.50 - 22.50                                                                         |
| Anton Lindfors   | snowboardcross (m) | 9e           | plaatsingsronde: 1.15,01 (23e) 1/8F, serie 7: 3e KF, serie 4: 3e HF, serie 2: 5e kleine finale: 3e |
| Markus Malin     | halfpipe (m)       | 19e          | kwalificatie: 30.25 - 63.50                                                                        |
| Peetu Piiroinen  | big air (m)        | kwalificatie | kwalificatie, serie 2: 43.50 - 87.25 (8e)                                                          |
| Peetu Piiroinen  | halfpipe (m)       | 12e          | kwalificatie: 14.25 - 77.50 (11e) finale: 4.50 - 12.75 - 13.50                                     |
| Peetu Piiroinen  | slopestyle (m)     | kwalificatie | kwalificatie, serie 1: 69.26 - 43.43 (10e)                                                         |
| Rene Rinnekangas | big air (m)        | kwalificatie | kwalificatie, serie 1: 43.75 - 83.00 (10e)                                                         |
| Rene Rinnekangas | slopestyle (m)     | kwalificatie | kwalificatie, serie 1: 24.86 - 37.91 (13e)                                                         |
| Roope Tonteri    | big air (m)        | kwalificatie | kwalificatie, serie 2: 86.50 - 47.50 (9e)                                                          |
| Roope Tonteri    | slopestyle (m)     | kwalificatie | kwalificatie, serie 1: 72.60 - 38.08 (7e)                                                          |
|                  |                    |              | |
| Enni Rukajärvi   | big air (v)        | 16e          | kwalificatie: 68.75 - 49.75                                                                        |
| Enni Rukajärvi   | slopestyle (v)     | Brons        | 45.85 - 75.38 pnt                                                                                  |

### IJshockey
| Olympiër | Onderdeel | Resultaat | Prestatie |
| --- | --------- | --------- | --- |
| Mikko Koskinen Karri Rämö Juha Metsola Mikko Lehtonen Tommi Kivistö Lasse Kukkonen Sami Lepistö Juuso Hietanen Miro Heiskanen Miika Koivisto Atte Ohtamaa Markko Anttila Julius Junttila Eeli Toivanen Joonas Kemppainen Jani Lajunen Jonas Enlund Petri Kontiola Mika Pyörälä Jarno Koskiranta Oskar Osala Sakari Manninen Teemu Hartikainen Jukka Peltola Veli-Matti Savinainen | Mannen    | 6e        | groep C 5 - 2 Duitsland 5 - 1 Noorwegen 1 - 3 Zweden play-off: 5 - 2 Zuid-Korea kwartfinale: 0 - 1 Canada                                                                                      |
| Meeri Räisäinen Eveliina Suonpää Noora Räty Isa Rahunen Rosa Lindstedt Jenni Hiirikoski Mira Jalosuo Ella Viitasuo Minnamari Tuominen Ronja Savolainen Venla Hovi Linda Välimäki Annina Rajahuhta Riikka Välilä Petra Nieminen Emma Nuutinen Sanni Hakala Noora Tulus Sara Säkkinen Saila Saari Michelle Karvinen Tanja Niskanen Susanna Tapani                                   | Vrouwen   | Brons     | groep A 1 - 3 Verenigde Staten 1 - 4 Canada 5 - 1 Olympische atleten uit Rusland kwartfinale: 7 - 2 Zweden halve finale: 0 - 5 Verenigde Staten om brons: 3 - 2 Olympische atleten uit Rusland |